# Xiaomi

テキストロゴ

2021年に変更する以前のロゴ

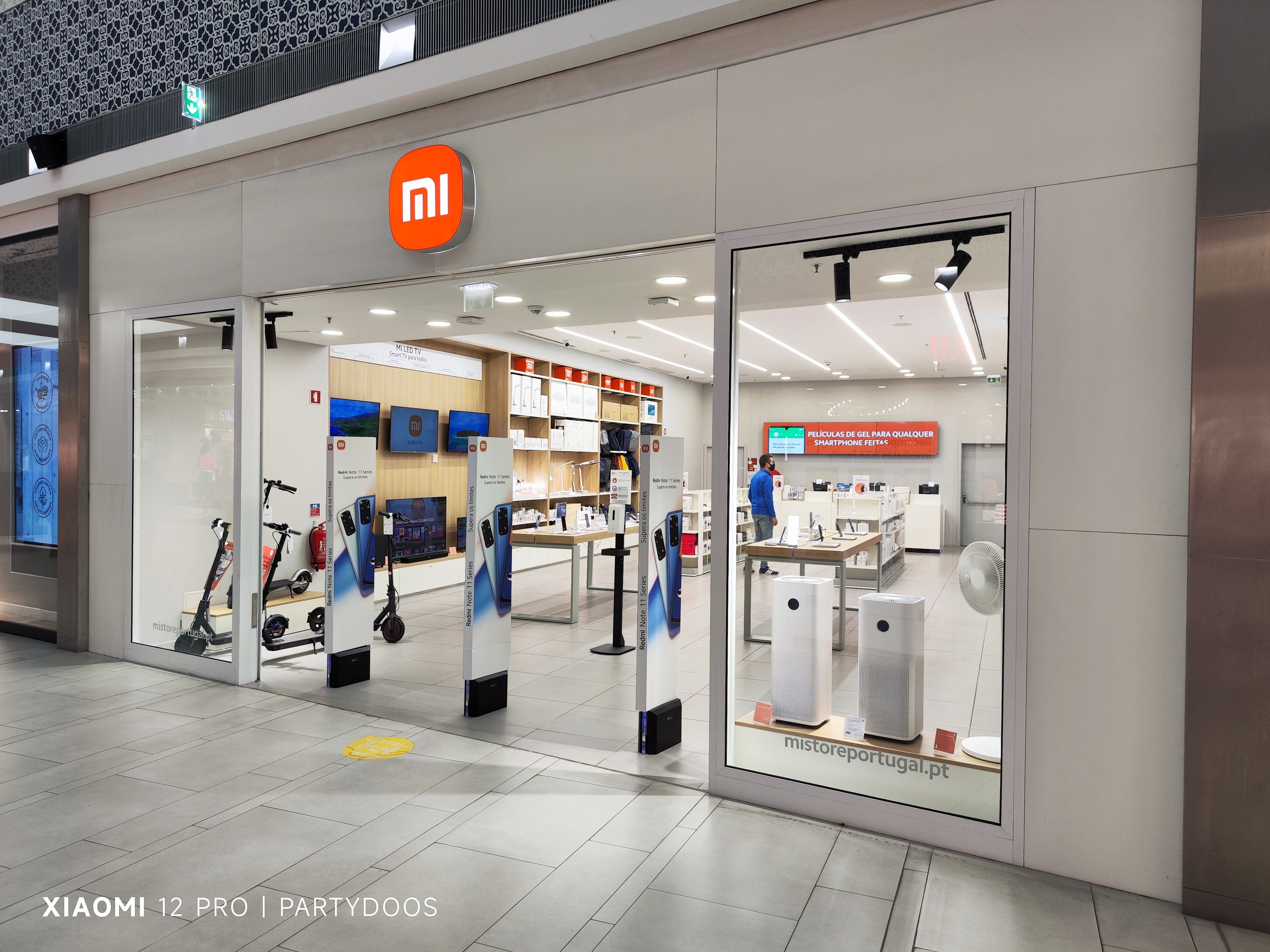
ローレの店舗

Xiaomi Corporation（シャオミ、中国語: 小米集团）は、中華人民共和国北京市に本社を置く総合テクノロジー企業である。2010年4月6日に雷軍によって設立された。
スマートフォンメーカーとして創業し、2011年8月16日に北京市にて、初のスマートフォン「Xiaomi Mi 1」を発表。価格性能比に優れたスマートフォンを次々と発売し、世界的メーカーに成長した。グローバルでのシェアはアップル、サムスンに次ぐ3位。日本市場でもライカのカメラを搭載したスマートフォン「Xiaomi 14 Ultra」などを販売している。
2024年3月28日には、電気自動車（EV）「SU7」を発売し、発売後わずか27分間で5万台、24時間で8万8898台の予約が入ったことが話題を集めた。上位車種である「MAX」は最高速度が時速265キロメートル、停止から時速100キロメートルまでの時間は2.78秒。航続距離は800キロメートルで、EVの基本性能はテスラの高級車種「モデルS」を上回る。
キャッチコピーは「Just For Fans」（中国語: 為發燒而生）。

## 歴史

### スマホ会社として創業
元キングソフト（金山軟件）会長兼CEOであった雷軍（Lei Jun）が2010年に創業。共同創業者は8人おり、当時の平均年齢は45歳（中国のベンチャー企業創業者の平均年齢は25〜6歳とされる）であった。社名は中国語で雑穀（粟）に由来するため、当局の登記担当者に農業関連企業と決めつけられたというエピソードがある。
2011年にAndroidベースのスマートフォンMI-One（小米手機）を発売。翌年の2012年にはMI-2（小米手機2）を発売。年間で1機種のみ発売し、大量生産することでハイエンドながら価格を抑えるという方法を取った（当時の携帯電話業界では、iPhoneという1機種を1年に数種類のみしか発売しないApple社以外のメーカーは、フラッグシップモデルを数か月ごとにモデルチェンジしたり、フラッグシップモデル以外の少数しか生産されない機種も大量に用意したりするのが普通で、そのビジネスモデルによるコストが価格に上乗せされて、大手メーカーほど性能が低いのに高価格の機種が多かった）。その評判が微博などネットの口コミで広がり、若者を中心に支持を得て、創業から4年の2014年にはそれまで中国スマホシェア1位だったAppleを抜いて中国シェア1位、中国市場のみでの販売ながら世界的に見てもサムスン・Appleに次ぐ世界シェア3位の大手スマホメーカーとなった。
通信キャリア主体ではなく自社サイト主体の販売方式、デザイン性の高いハイスペック端末を単一機種のみでの販売、オンラインコミュニティを重視するなど、創業当初は露骨にAppleを意識したマーケティング手法を取っていたため「中国のApple」と称され、創業者の雷軍も「中国のジョブズ」と称された。「ユーザーが中心」を信条としており、「米粉」（ミィファン、「シャオミのファン」と「ビーフン」をかけている）と呼ばれるファンクラブを組織し、ネットのコミュニティの他、リアルでも定期的にユーザーイベントなどを行っている。雷軍は米粉の間で「米神」と呼ばれてカリスマ的な人気を持つ。
2010年代以降に世界的な大手メーカーとして生き残った携帯電話メーカーは、多かれ少なかれApple社に倣ったマーケティング手法を取ることになったが、2014年当時、まず新興のXiaomiが露骨にAppleを意識したマーケティングで大手メーカーに成り上がったため、メディアではしばしばAppleと比較された。当時のXiaomiの主力製品であったハイエンドスマホのMiシリーズはiPhoneと同等のスペックをアピールしながら、端末の価格はAppleよりもかなり安かった。マーケティングをオンラインのみに絞ることで流通や販促費に金をかけず、端末を原価に近い価格で販売し、アクセサリやサービスで利益を得るという、Amazonと同じ手法で利益を得ている。それまでの中国メーカーでは、見た目だけApple社の物と似せた粗悪品を、iPhoneとよく似た名前で安価に販売するようなものが多かったが、サービスによるユーザーの囲い込みで利益を上げる前提とすることで、スペック的にもApple社と同等の製品を、自社の独自ブランドで安価に販売してシェアを伸ばす手法がXiaomiによって確立されたため、Xiaomi以降の中国の新興メーカーも追随することになる（なお、中国などの諸外国では日本と違って、端末の販売からサービスまで全て通信キャリアが握るような構造にはなっていない）。Xiaomiはスペックが実際にハイエンド品であることを証明するため、内部パーツの詳細や納入元などの情報を積極的に公開している。
当時、雷軍CEOは、自社を「携帯電話メーカーではなく、ネットワーク会社だ」と位置づけていた。また、共同創業者兼社長の林斌（Lin Bin）は、Xiaomiをどんな企業に例えるかとの質問に対して、「Amazonが近い。だがわれわれはまったく新しい会社を目指している」と答えていた。
2013年8月、GoogleのAndroid製品管理ディレクターであったヒューゴ・バラが副社長に就任した。国際進出を目指すXiaomiにとっては、バラの就任は同社の信頼性を高める価値があるとされる。
2013年以降、中国国内ではXiaomiの成功を見たHuawei・OPPO・VIVO・MEIZUといった競合他社がXiaomi同様におしゃれな低価格ハイエンド機を展開し、若者の心をつかんでXiaomiのシェアを食い始め、2014年度の中国スマホ市場におけるXiaomiのシェアはファーウェイに抜かれて2位となった。さらに、中国でもスマホ需要が一巡し、スマホの性能が向上してローエンド機でも長く使えるようになったため、スマホが以前のようには売れなくなった。また、Xiaomiは中国国外へも進出し始めたが、中国国外ではXiaomiをAppleと並ぶハイエンドスマホメーカーだと思う人はいないため、ローエンド市場での展開が中心となる。そのため、Xiaomiはスマホのネット専売をやめて家電量販店に出店したり、ハイエンド機のMiシリーズではなくローエンドのRedmi（紅米）シリーズを展開するなど、若干戦略が変化している。
ネット専売のスマホとネットを用いたマーケティングによって、ネットを使いこなす大都市部のおしゃれな若者が主な支持層であったXiaomi（と、同じくネット戦略でXiaomiに迫っていたMEIZU）は、Xiaomiとほぼ同時期にスマホに進出し、リアル店舗専売のスマホや地方都市の郊外のビルの屋上の看板などのリアル宣伝によってネットを使いこなさない地方都市の若者の支持を掴んだOPPOとVIVOによる「農村から都市を包囲する」戦略に侵食され、2016年にはXiaomiの中国スマホシェアがHuawei・OPPO・VIVOに続く4位にまで下がった。Xiaomiは中国の大都市部を中心に直営店の「小米之家」を展開しており、2016年時点で50店舗ほどを構えるが、中国全土に20万店舗を構えて地方都市の郊外にまで販路を広げるOPPOやVIVOに対抗できず、Appleと共に急速に中国スマホ市場での存在感を低下させた。世界スマホシェアも2016年にはサムスン・Apple・Huawei・OPPO・VIVOに続く6位にまで転落した。
2016年ごろよりスマホメーカーから家電メーカーへの転換を図り、それまで主に（ネットで販売した）スマホのアフターサービスを行っていた（Apple Storeそっくりの）「小米之家」を、（量販店で販売する）家電のショールーム的な形態に転換させている。また、2017年以降には大都市部の旗艦店である「小米之家」のてこ入れだけでなく、リアルの携帯ショップを中国全土に設置し始めている。
2014年からのインド市場などでのテコ入れが成功し、2018年にはスマートフォンの年間出荷台数が創業以来初めて1億台を超えた。

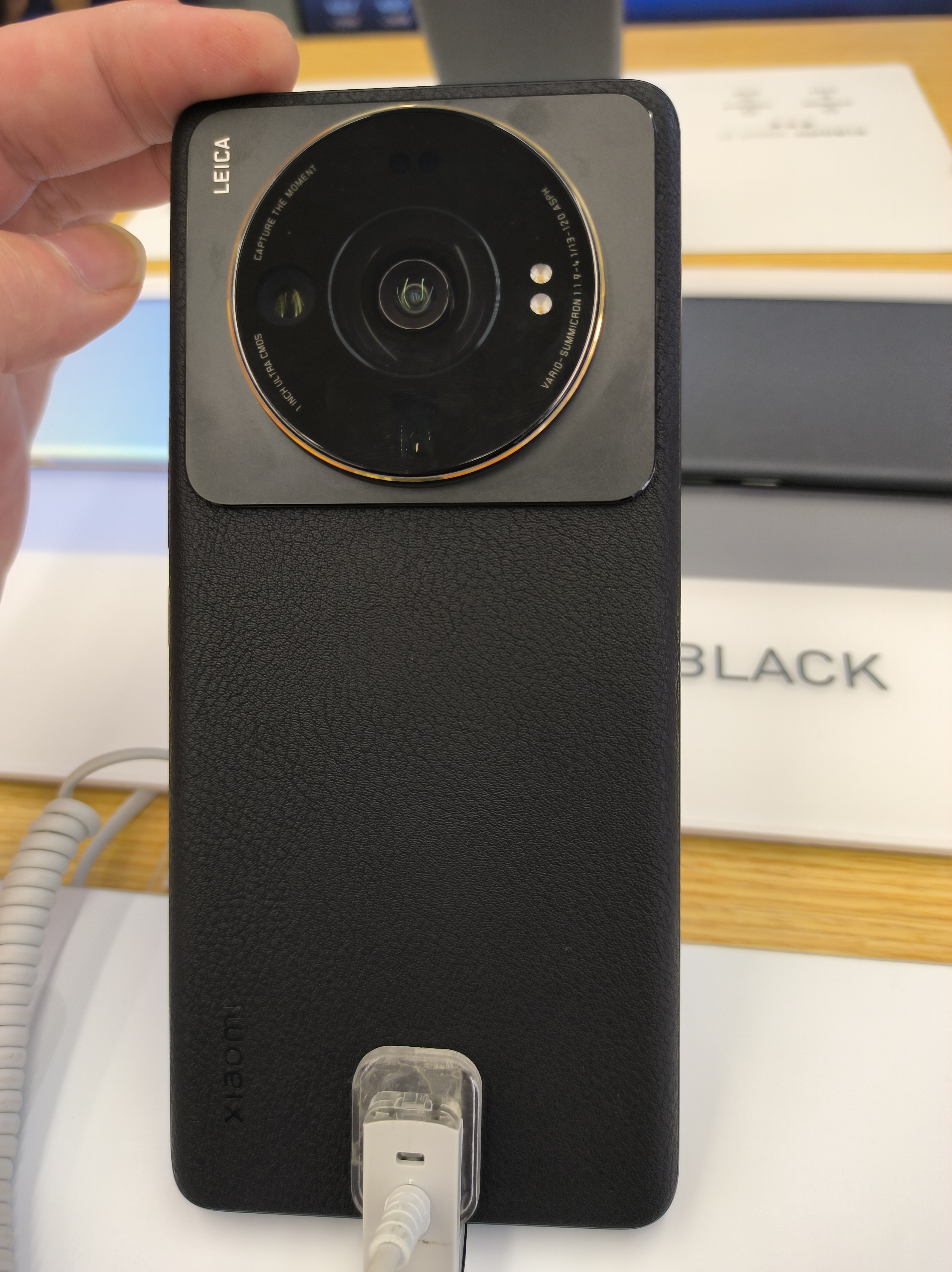
Xiaomi 12S Ultra

2022年7月4日、Xiaomiは同社が初めてライカと共同開発したスマートフォン「Xiaomi 12S Ultra」を発表した。
後進国あるいは発展途上国向けのサービスも2024年現在ではNOKIAを凌いでおり、Poco C61は定価100米ドルを切ることに成功している。

### 総合家電メーカーへ
スマホ以外の製品では、創業当初は充電器やマスコットキャラクターの米兎（ミィトゥ）グッズなどのスマホ関連アクセサリを販売していた。
2014年にはタブレットの小米平板（Mi Pad）やノートPCの小米筆記本（Mi Notebook）などを発売し、スマートテレビなどを発売してスマート家電に参入。さらに、スマホと連携する空気清浄機を発売するなど、スマート白物家電に進出。
2016年にはモノのインターネット時代に合わせ、スマート家電の生産にあたる子会社とともに米家（MIJIA）グループを形成。電動バイクや、社名通りの炊飯器を発売するなど、スマホメーカーというより総合家電メーカーとしての色が濃くなっている。
2017年には家電見本市のCESに初出展。「スマート家電」としてスマホを中心に据える姿勢は変わらないものの、本格的な家電メーカーとなった。
2021年にロゴを原研哉が手掛けたラメ曲線を用いたものに変更した。

2023年12月29日に当社初の電気自動車「Xiaomi・SU7」を発表した。

## スマホの売上・シェア
最初製品を発売した2011年の売上は6億元であったが、販売台数が1870万台に達した2013年は316億元（約6000億円）となり、Xiaomiは中国でトップ3のスマートフォンメーカーである。
中国内でのシェアを見ると、2013年第4四半期にAppleを上回る11％のシェアをとった。これにより、サムスン電子（18％）、レノボ（12％）に続く3位（11％）となり、それまで3位だったApple（10％）を抜いている。2014年第2四半期には、Xiaomiがサムスン（12％）を抜いて中国市場トップ（14％）となった。
なお、中国・香港に加えて、2014年2月までに台湾やシンガポールで事業を展開しており、さらにインド・ブラジル・ロシア・トルコ・マレーシア・インドネシアなどへの進出を計画した。ただし、Mobile Asia Expo 2014の時点では日本での事業展開は考えていないとしている。
2017年にはインド市場でサムスン電子を超えてシェアトップとなった。
2019年12月9日、東京都で日本参入イベントを開催し、各種製品を発表した。

## 販売ルート
自社による通信販売と直営店店頭での販売を原則とし、中国内各都市に直営店「小米之家」（シャオミ・ハウス）を展開している。深圳の電気街「華強北」などでは多くのXiaomiの看板をみかけ、実際に販売もされているが、模倣品もしくは直営店より割高な転売品の場合もあり、購入店については注意を要する。
自社により日本市場に正式投入された製品は、Amazon.co.jpにより購入が可能である。しかし、日本市場参入以前にTJC株式会社により代理店販売されていた製品は、TJCの自社通販「StarQオンライン」およびビックカメラ（一部製品）により販売されている。また、StarQオンラインはAmazonマーケットプレイスおよび楽天市場、Yahoo!ショッピングにも出店を行っている。

## 日本での展開
2017年4月3日、TJC株式会社が日本での正規代理店となったと発表。同年6月16日、TJCはモバイルバッテリーとステレオイヤホンのオンライン販売を開始した。
2018年8月6日、Xiaomiの日本法人と思われる「小米日本合同会社」（シャオミニホン）が設立された。本店所在地は東京都中央区日本橋室町4丁目3番9号。
2019年4月16日にFREETELことプラスワン・マーケティングの創業者・増田薫が代表を務めるTAKUMI JAPAN株式会社が、Xiaomi出資の関連会社「BlackShark Technologies」が製造するスマートフォン「Black Shark 2」を日本向けに販売開始するも、出資者のXiaomiの直接的な日本への進出に関する報道は行われなかった。
しかし、同年9月20日、Xiaomiの日本公式Twitterアカウントが開設された。ちなみに日本で話題を呼んだのは開設から約1ヶ月弱経った10月16日からである。
同年11月4日、副総裁の王翔高が2020年度に日本市場に参入を計画していることを日本経済新聞によって報じられ、2019年12月9日に5つの製品（スマートフォン〈2機種〉、キャリーバッグ〈2種類〉、炊飯器、スマートバンド、モバイルバッテリー）を日本に正式投入すると発表した。
同月8日にYouTubeに公開されたMi Note 10の公式分解動画にて、内蔵バッテリーに「小米日本合同会社」のPSEマークが記されていることから、同社がXiaomiの関連会社であることが正式に明らかになった。
同年12月9日、Xiaomiは日本市場への正式参入後初の製品として、Mi Note 10などの製品を発表した。
2020年2月7日、本店所在地が変更される。新しい所在地は「東京都品川区西五反田8丁目1番3号PMO五反田」。
同年3月23日、「Mi 10 Lite 5G」がKDDIから発表される。発表当初は2020年7月以降発売とアナウンスされていたが、9月以降発売に変更された。
同年6月2日、「Redmi Note 9S」「Mi Note 10 Lite」をSIMフリー向けに発表。
2021年2月26日、5G/FeliCa（おサイフケータイ）に対応したSoftbankのRedmi Note 9Tを発売。
2021年7月6日、本店所在地が変更され商号も「小米技術日本株式会社」に変更された。新しい所在地は「東京都千代田区内幸町２丁目１番６号日比谷パークフロント」。
2022年6月13日、Xiaomiのサブブランドである「POCO」が日本市場への参入を公表し、6月23日にて新製品発表会を行うことを発表した。
2022年6月23日、「POCO F4 GT」をSIMフリー向けに発表し、同日に発売が開始された。
2022年12月8日、「Xiaomi 12T Pro」をオープンマーケットとソフトバンク向けに発表し、2022年12月16日に発売された。ソフトバンクは、19分で100％充電ができることを強調し、“神ジューデン”スマホの第一弾としている。
2024年5月25日～2024年11月4日まで、東京都渋谷区宇田川町にある渋谷パルコの5階で期間限定のポップアップストアを開店した。

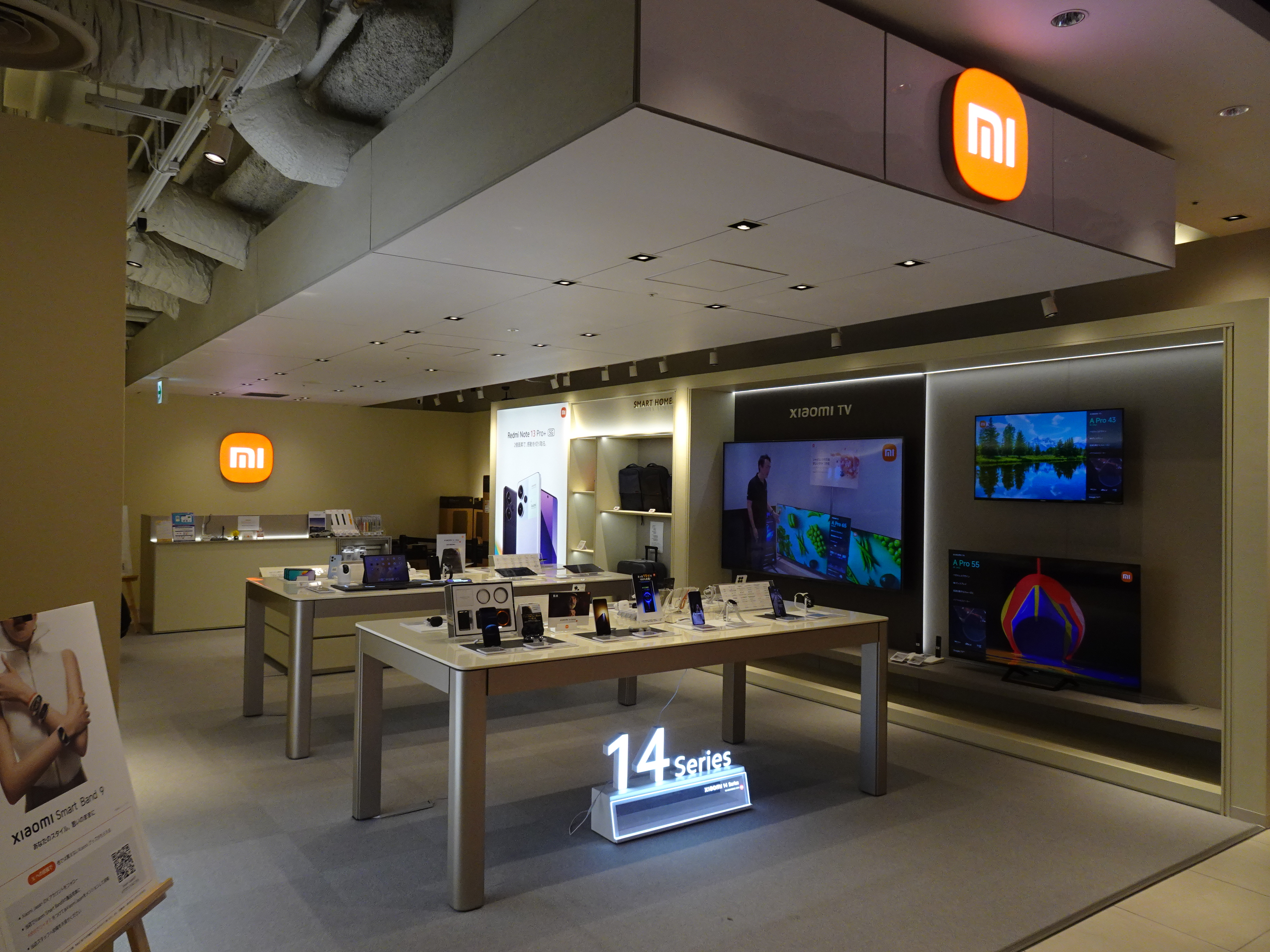
渋谷パルコの5階で開店した期間限定のポップアップストア

Canalysの調査では2024年第2四半期（4〜6月）に日本市場でのスマートフォン納入台数シェアが6%に達し、Apple（56%）とGoogle（12%）に次いで第3位となった。MM総研の調査では、日本における2024年暦年の携帯電話（フィーチャーフォン含む）・スマートフォンのメーカー別総出荷台数でいずれも5位となっている。
2025年2月12日、「POCO X7 Pro」がSIMフリー向けに発表された。日本初の「Dimensity 8400-Ultra」搭載機種として話題になった。POCO Xシリーズとしては初めて日本で発売された機種である。
2025年3月13日、シャオミから「Xiaomi 15 Ultra」「Xiaomi 15」がSIMフリー、オープンマーケット市場向けに発表された。Xiaomi 15 Ultraは2024年モデルの「Xiaomi 14 Ultra」次世代モデルである。2億画素のペリスコープ型望遠カメラを搭載した機種として話題になった。Xiaomi 15は日本で初めて投入された念願のXiaomiのコンパクトフラッグシップモデルとして話題になった。Xiaomi 15 Ultra、Xiaomi 15は共にQualcomm製のSnapdragon 8 Elite Mobile Platformが搭載されている。
2025年3月27日、シャオミからPOCOブランド製品である「POCO F7 Pro」「POCO F7 Ultra」が発表された。POCO F7 UltraはPOCOブランド初のUltraの製品である。POCO F7 Pro、Ultraは共にLight Fusion 800イメージセンサーを搭載している。POCO F7 ProはQualcomm Snapdragon 8 Gen 3 Mobile Platform、POCO F7 UltraはQualcomm Snapdragon 8 Elite Mobile Platformを搭載している機種として話題になった。
2025年3月22日にイオンモール浦和美園、4月5日にはイオンモール川口にて日本初の常設店としてXiaomi Storeが開店した。

### 日本向け製品
自社でSIMフリースマートフォンを販売する他、KDDI（auブランド）、ソフトバンク、楽天モバイル向けにスマートフォンを販売している。また、IoT家電も複数展開している。

#### SIMフリースマートフォン
Xiaomi シリーズ
- Mi Note 10
- Mi Note 10 Pro
- Mi Note 10 Lite
- Mi 11 Lite 5G
- Xiaomi 11T
- Xiaomi 11T Pro
- Xiaomi 12T Pro
- Xiaomi 13T Pro
- Xiaomi 14T Pro
- Xiaomi 14 Ultra
- Xiaomi 15
- Xiaomi 15 Ultra

Redmi シリーズ
- Redmi Note 9S
- Redmi 9T
- Redmi Note 9T
- Redmi Note 10T
- Redmi Note 10 JE
- Redmi Note 10 Pro
- Redmi Note 11
- Redmi Note 11 Pro 5G
- Redmi 12 5G
- Redmi Note 13 Pro 5G
- Redmi Note 13 Pro+ 5G
- Redmi 14C
- Redmi Note 14 Pro 5G

POCO シリーズ
- POCO F4 GT
- POCO F6 Pro
- POCO X7 Pro
- POCO F7 Pro
- POCO F7 Ultra
- POCO M7 Pro 5G

#### KDDI向けスマートフォン
auブランド向け5Gスマートフォン
- Mi 10 Lite 5G XIG01
- Redmi Note 10 JE XIG02
- Redmi 12 5G XIG03
- Xiaomi 13T XIG04
- Redmi Note 13 Pro 5G XIG05
- Xiaomi 14T XIG06

#### SoftBank向けスマートフォン
- Redmi Note 9T
- Redmi Note 10T
- Xiaomi 12T Pro
- Xiaomi 13T Pro
- Xiaomi 14T Pro
- Redmi 12 5G

#### 楽天モバイル向けスマートフォン
- Redmi Note 11 Pro 5G

#### スマートバンド
- Mi Smart Band 4（英語: Xiaomi Mi Smart Band 4）
- Mi Smart Band 5（英語: Xiaomi Mi Smart Band 5）
- Mi Smart Band 6（英語: Xiaomi Mi Smart Band 6）
- Xiaomi Smart Band 7 / 7 Pro（英語: Xiaomi Mi Smart Band 7）
- Xiaomi Smart Band 8
- Xiaomi Smart Band 9
- Xiaomi Smart Band 9 Pro

#### スマートウォッチ
- Mi Watch
- Mi Watch Lite
- Mi Watch 2 Lite
- Xiaomi Watch S1 / S1 Active
- Redmi Watch 3 / 3 Active
- Redmi Watch 4
- Xiaomi Watch S3
- Redmi Watch 5 Lite / 5 Active
- Redmi Watch 5
- Xiaomi Watch S4

#### タブレット
- Xiaomi Pad 5
- Redmi Pad
- Redmi Pad SE
- Xiaomi Pad 6
- Redmi Pad SE 8.7
- Redmi Pad SE 8.7 4G
- Redmi Pad Pro
- POCO Pad
- Xiaomi Pad 6S Pro 12.4
- Xiaomi Pad 7
- Xiaomi Pad 7 Pro
- Xiaomi Pad 7 Pro Matte Glass Version

#### ワイヤレスイヤホン
- Mi 完全ワイヤレスイヤホン 2 Basic
- Redmi Buds 3 Lite
- Redmi Buds 3
- Redmi Buds 3 Pro
- Xiaomi Buds 3T Pro
- Xiaomi Buds 4 Pro
- Redmi Buds 4 Lite
- Redmi Buds 4 Active
- Redmi Buds 4
- Redmi Buds 4 Pro
- Redmi Buds 5
- Redmi Buds 5 Pro
- Redmi Buds 6 Active
- Redmi Buds 6 lite
- Redmi Buds 6 Play
- Redmi Buds 6
- Redmi Buds 6 Pro
- Xiaomi Buds 5
- Xiaomi Openwear Stereo
- Xiaomi Buds 5 Pro
- Xiaomi Buds 5 Pro WiFi

### スマート家電等
- Xiaomiメタルキャリーオンスーツケース20インチ（シルバー）
- Mi ポータブルフォトプリンター
- Miハンディクリーナー ミニ

#### クリーナー
- Xiaomi ロボット掃除機 E10
- Xiaomi ロボット掃除機 S20 / S20+
- Xiaomi ロボット掃除機 X20+ / X20 Pro / X20 Max
- Xiaomi コードレス掃除機 G20 Lite
- Xiaomi コードレス掃除機 G20

#### テレビ
- Xiaomi TV Max 86 / 100
- Xiaomi TV S Mini LED 75 / 65 / 55
- Xiaomi TV A Pro 75 / 65 / 55 / 43 / 32（チューナーレススマートテレビ）
- Xiaomi TV A 65 / 55
- Xiaomi TV Max 85 2025
- Xiaomi TV A 32 2025
- Xiaomi TV S Mini LED 75 / 65 / 55

#### スマートスピーカー
- Xiaomi デスクトップスピーカー
- Xiaomi Bluetooth スピーカー / Mini
- Xiaomi サウンドポケット
- Xiaomi サウンドアウトドア

#### スマートカメラ
- Mi 360°家庭用スマートカメラ
- Mi 360°家庭用スマートカメラ 2K
- Xiaomi スマートカメラ C301
- Xiaomi Smart Camera C500 Pro
- Xiaomi スマートカメラ C300
- Mi カメラ 2K

#### キッチン・ペット用品
- Mi IH炊飯器
- Xiaomi 多機能炊飯器 4L / 1.5L
- Xiaomi 保湿ポット 1.8L
- Xiaomi スマート給餌器 2 / 乾燥カートリッジ

#### 季節用品
- Mi 空気清浄機
- Xiaomi 充電式ミニファン
- Mi 空気清浄機 3H
- Xiaomi スマート空気清浄機 4 Compact

#### モバイルバッテリー
- Xiaomi 18W Power Bank 30000mAh
- Xiaomi 22.5W Power Bank 10000mAh (Integrated Cable) / Lite
- Xiaomi 33W Power Bank 20000mAh (Integrated Cable)
- Xiaomi Magnetic Power Bank 6000mAh
- Xiaomi Power Bank 10000mAh 22.5W Lite
- Xiaomi 165W Power Bank 10000mAh
- Xiaomi 212W Hypercharge Power Bank 25000mAh

#### ライト
- Xiaomi フレキシブル充電式ランプ
- Xiaomi スマートフロアランプ
- Xiaomi LED デスクライト2
- Mi モーションセンサーナイトライト2
- Mi モニター掛け式ライト

#### 文房具
- Xiaomi 大容量ジェルペン
- Xiaomi ボールペン

#### モニター
- Xiaomi ゲーミングモニター G27Qi
- Xiaomi ゲーミングモニター G24i
- Xiaomi Mini LED ゲーミングモニター G Pro 27i
- Xiaomi モニター A22i
- Xiaomi 曲面ゲーミングモニター G34WQi
- Xiaomi モニター A24i
- Xiaomi ゲーミングモニター G27i

#### プロジェクター
- Xiaomi スマートプロジェクター L1
- Mi Smart Projector 2

#### 充電器・ケーブル・ハブ
- Mi 18W 急速充電パワーバンク3
- Mi 20W Type-C 急速充電器
- Mi 33W Type-A+Type-C 急速充電器
- Xiaomi 5-in-1 Type-C ハブ
- Xiaomi 67W ターボチャージ
- Xiaomi 120W ハイパーチャージ

#### マウス
- Xiaomi ゲーミングマウス Lite

#### スーツケース
- Xiaomi スーツケース クラシック20インチ
- Xiaomi エクスパンダブルスーツケース
- Xiaomi フロントポケットスーツケース 20
- Xiaomi フロントオープンスーツケース
- Xiaomi アルミフレームスーツケース
- Xiaomi スーツケース Classic Pro

#### ファッション・バッグ
- Xiaomi ビジネスバックパック
- Xiaomi ロールトップバックパック
- Xiaomi 毛玉リムーバー
- Xiaomi コミューターバックパック
- Xiaomi カジュアルデイパック
- Xiaomi ブルーライトカットグラス
- Xiaomi 偏光サングラス / オーバーグラス

### 写真ギャラリー

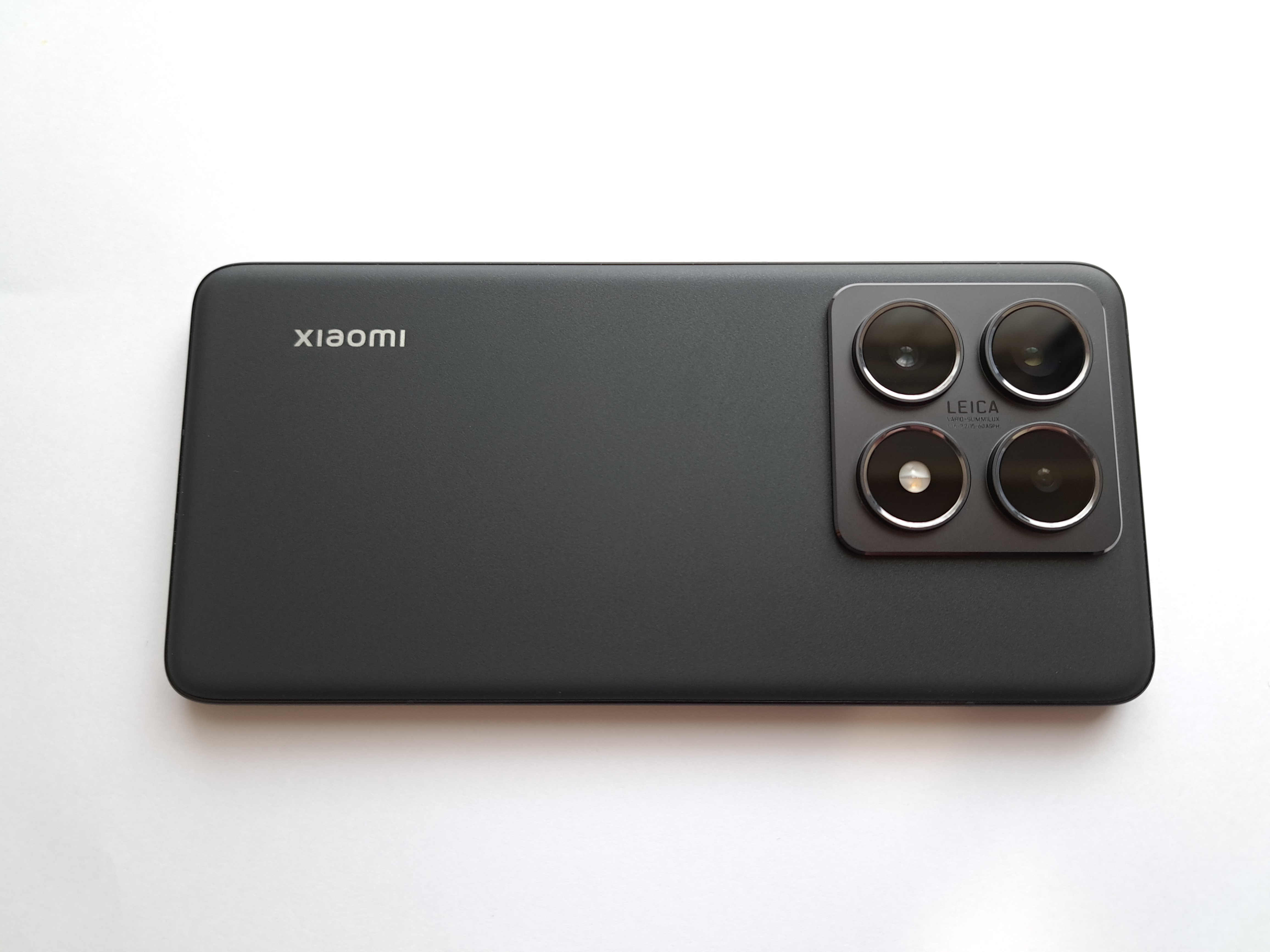
Xiaomi 14T Proのチタンブラックの背面
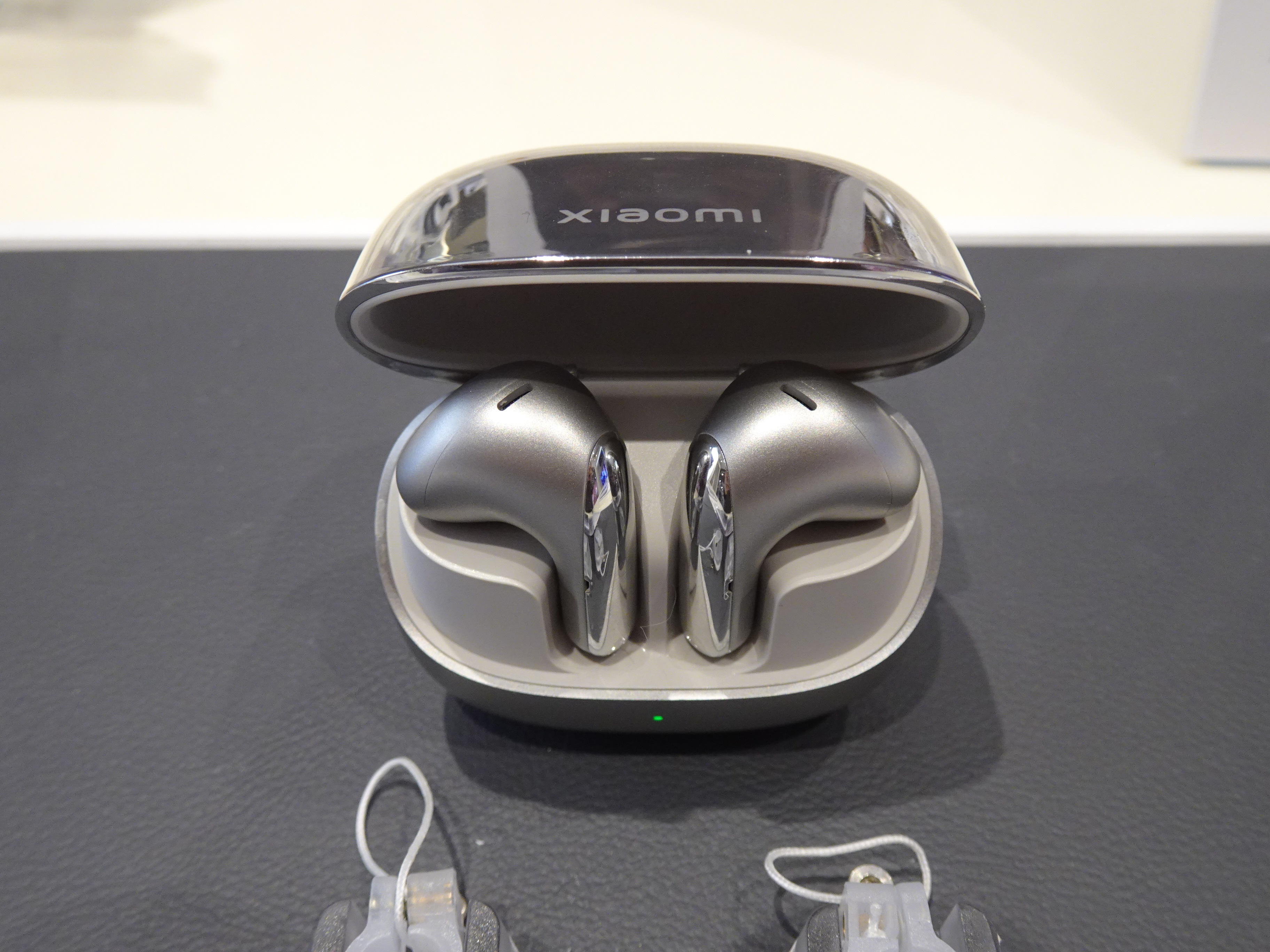
Xiaomi Buds 5
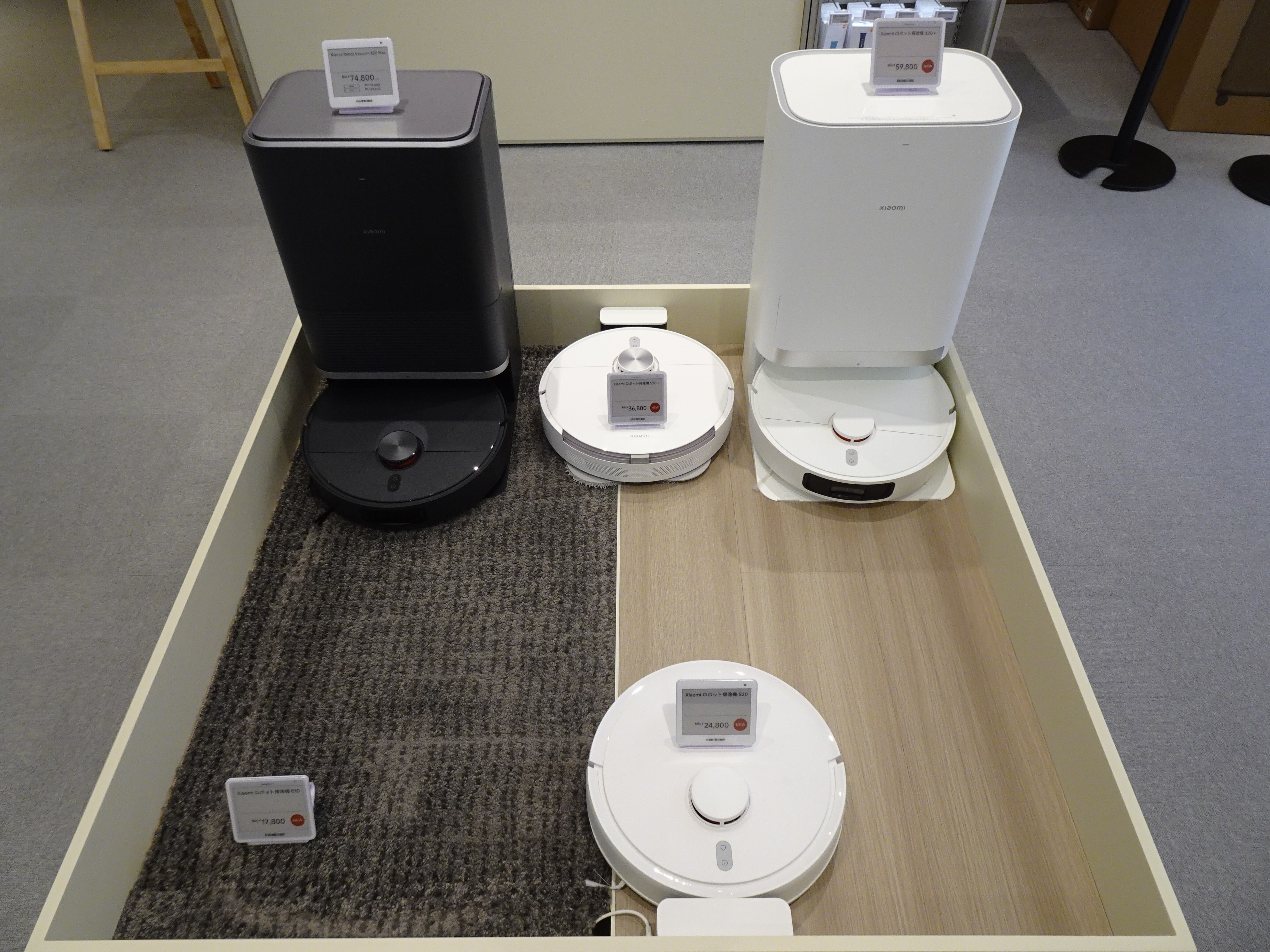
Xiaomi ロボット掃除機 S20とS20+などのロボット掃除機製品
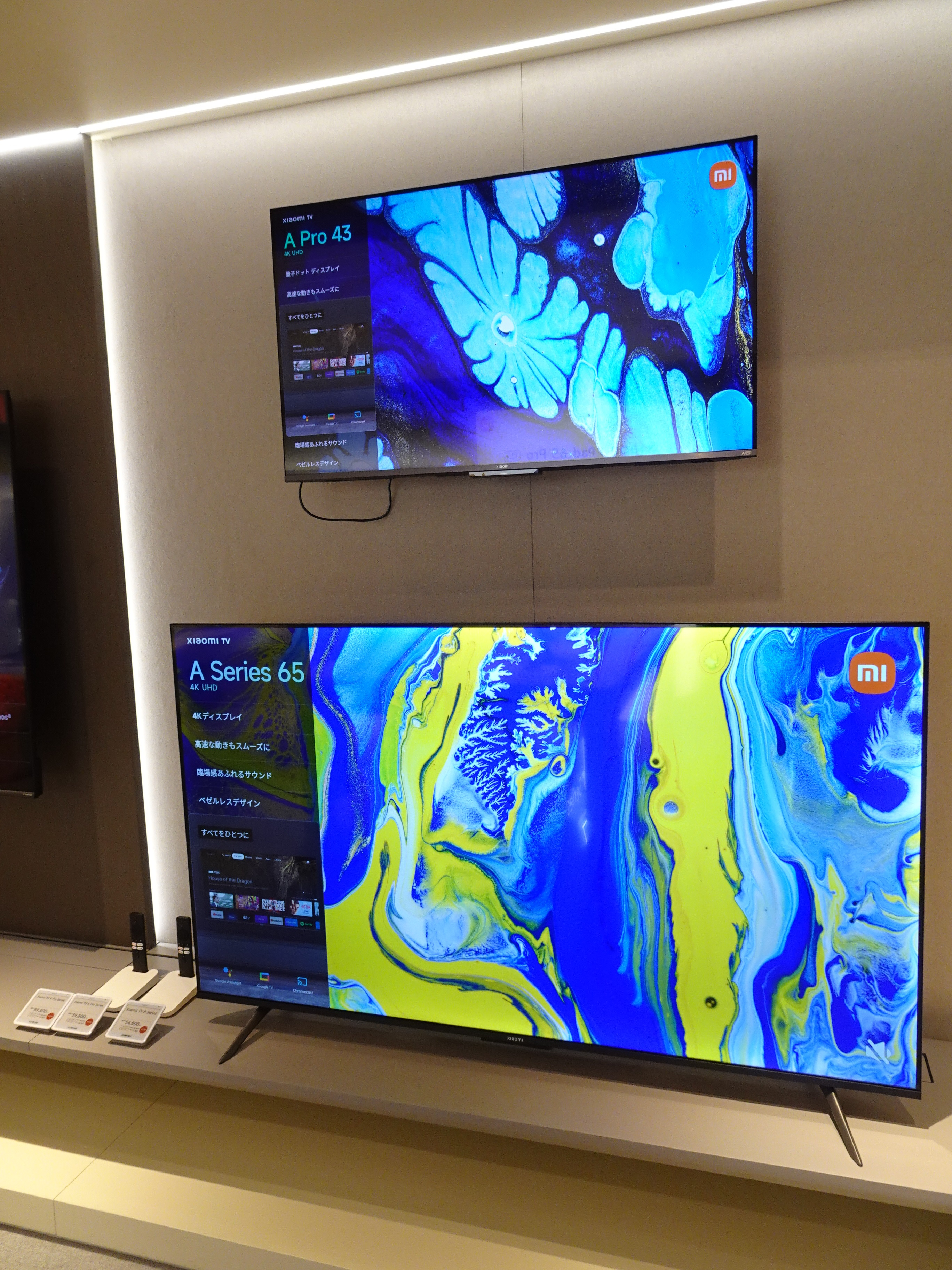
Xiaomi TV A Pro 43とXiaomi TV A 65
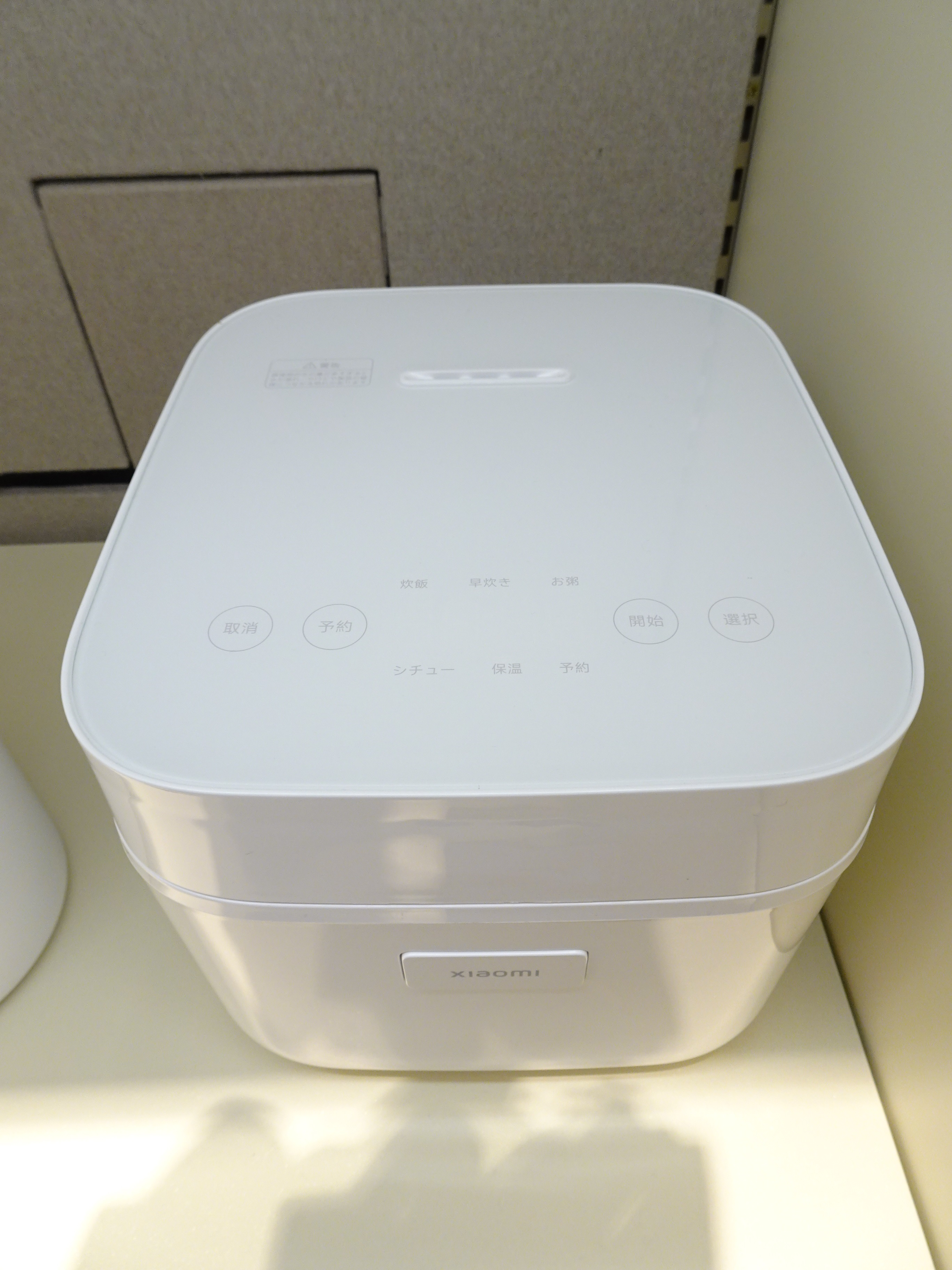
Xiaomi 多機能炊飯器 1.5L
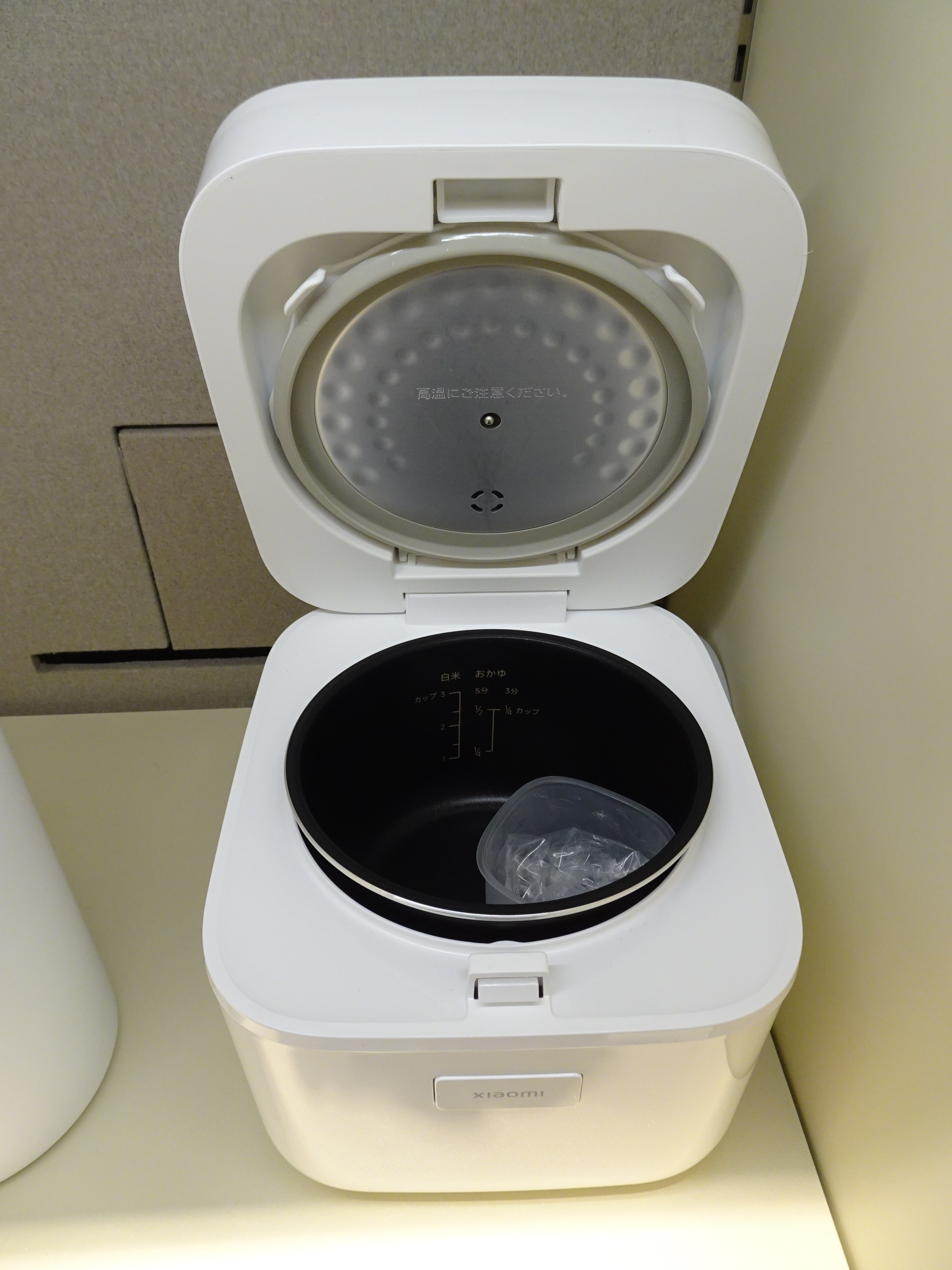
Xiaomi 多機能炊飯器 1.5Lの内釜には1合の単位が書いていない
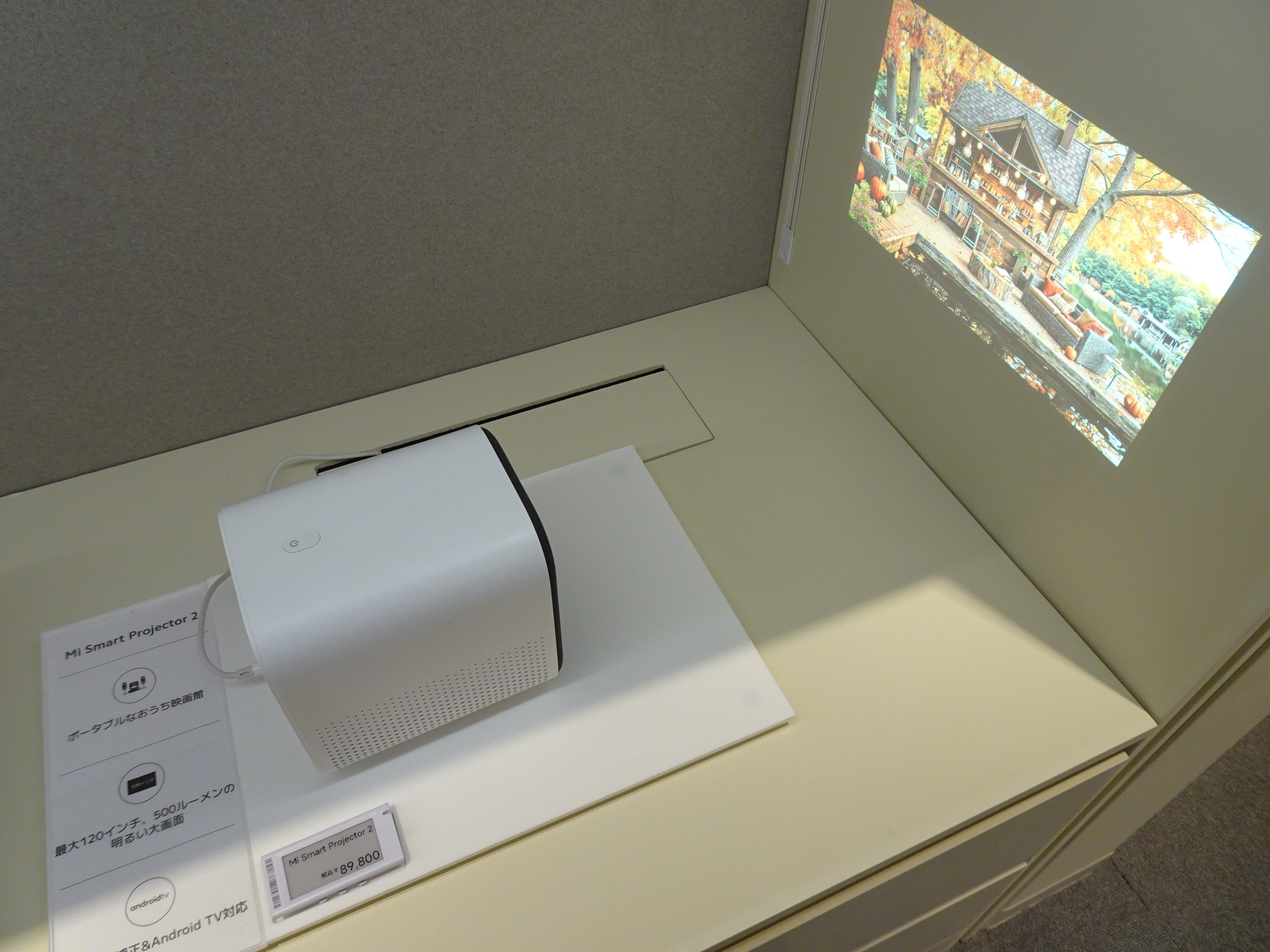
Mi Smart Projector 2
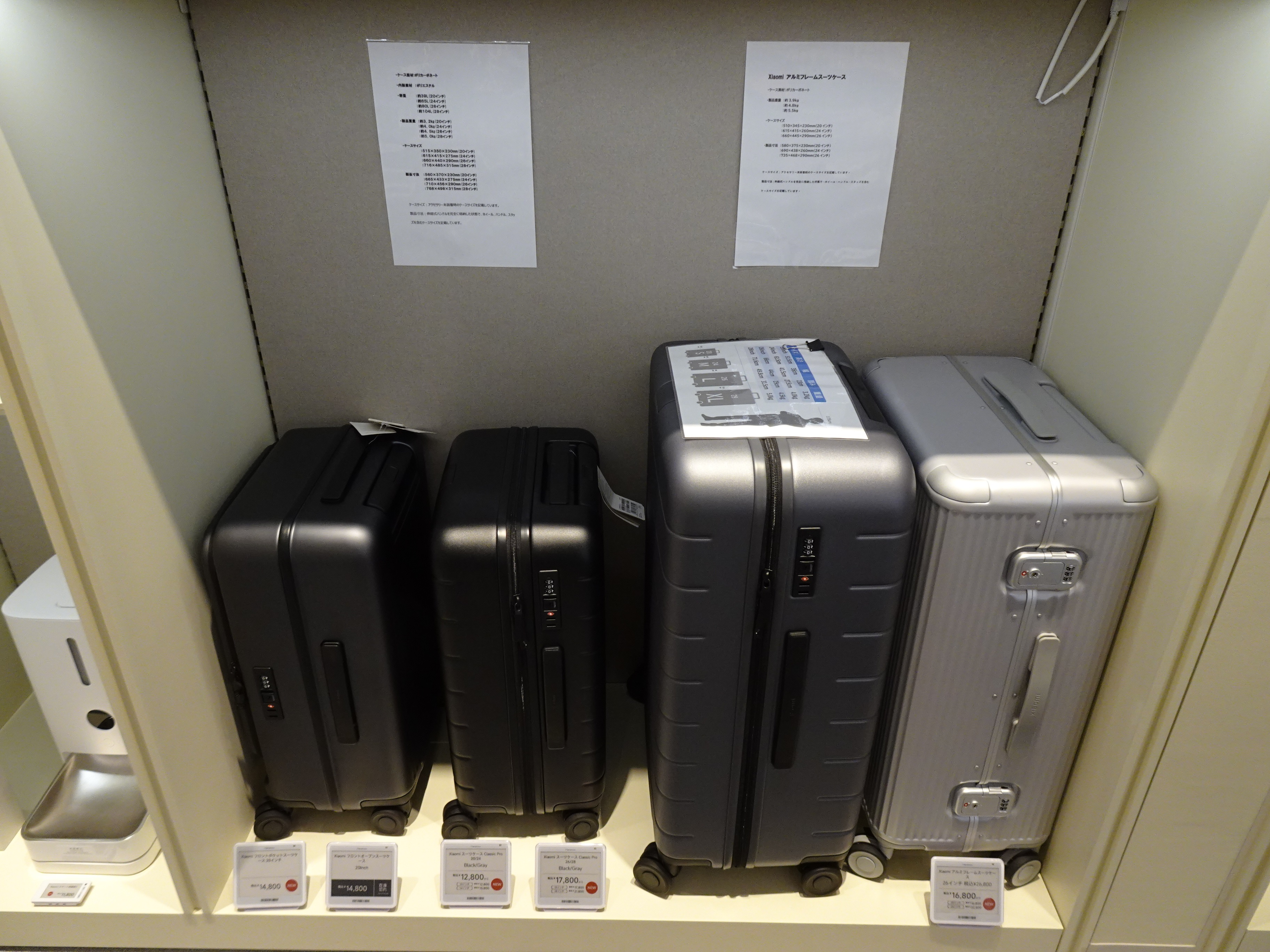
Xiaomi アルミフレームスーツケースなどのスーツケース製品
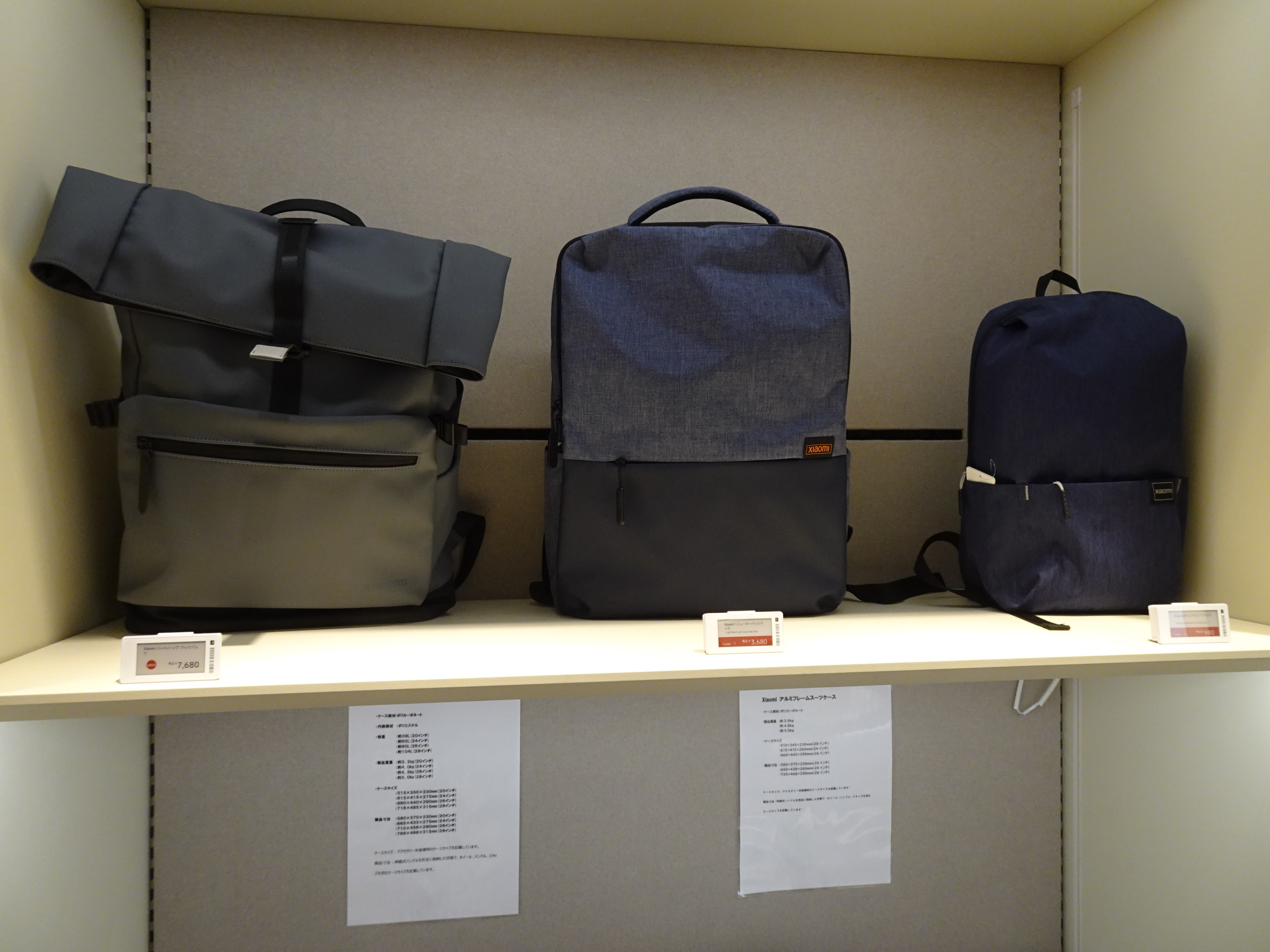
Xiaomi コミューターバックパックなどのリュックサック製品
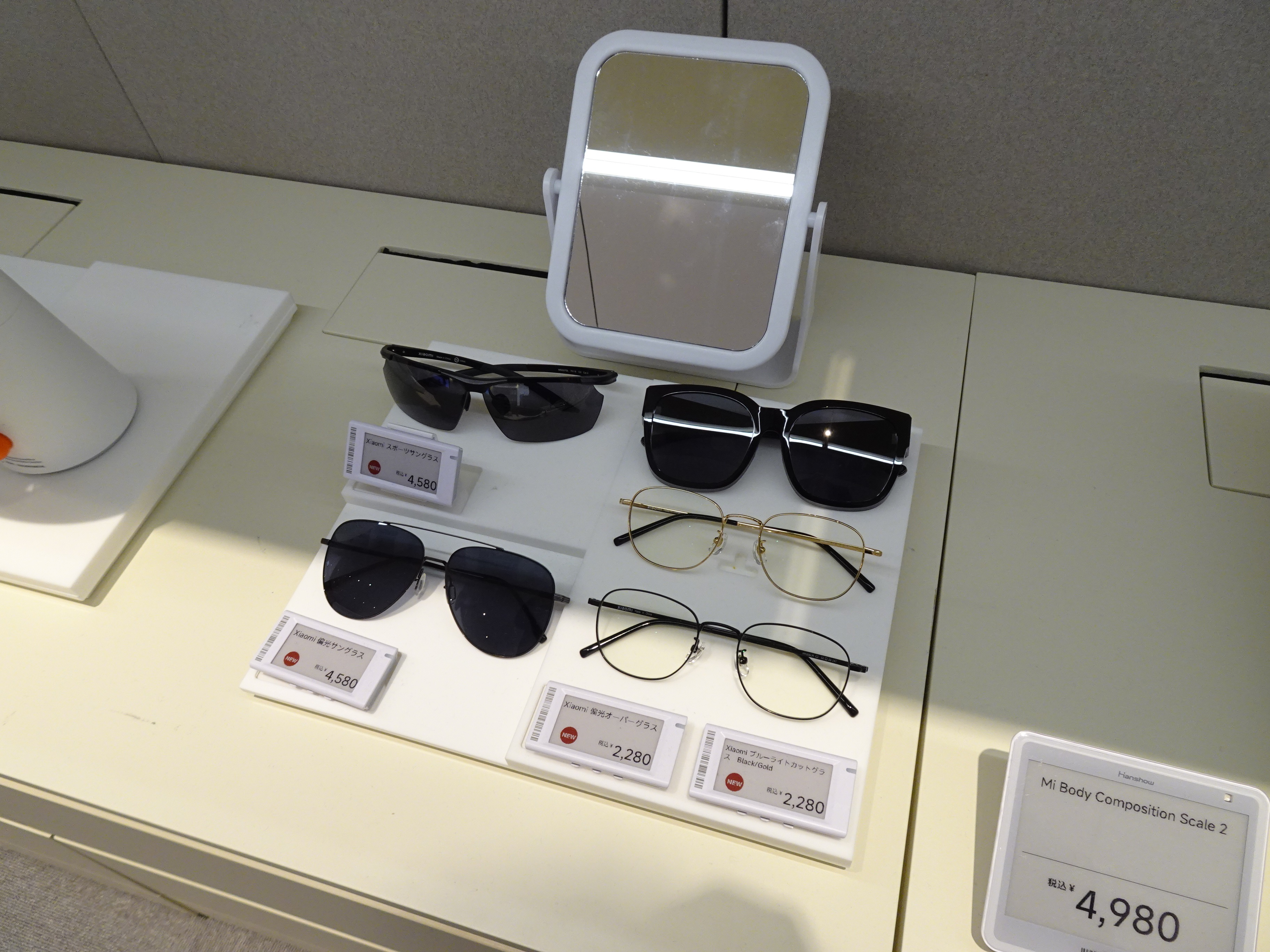
Xiaomi 偏光サングラスなどのサングラス製品

## 電気自動車

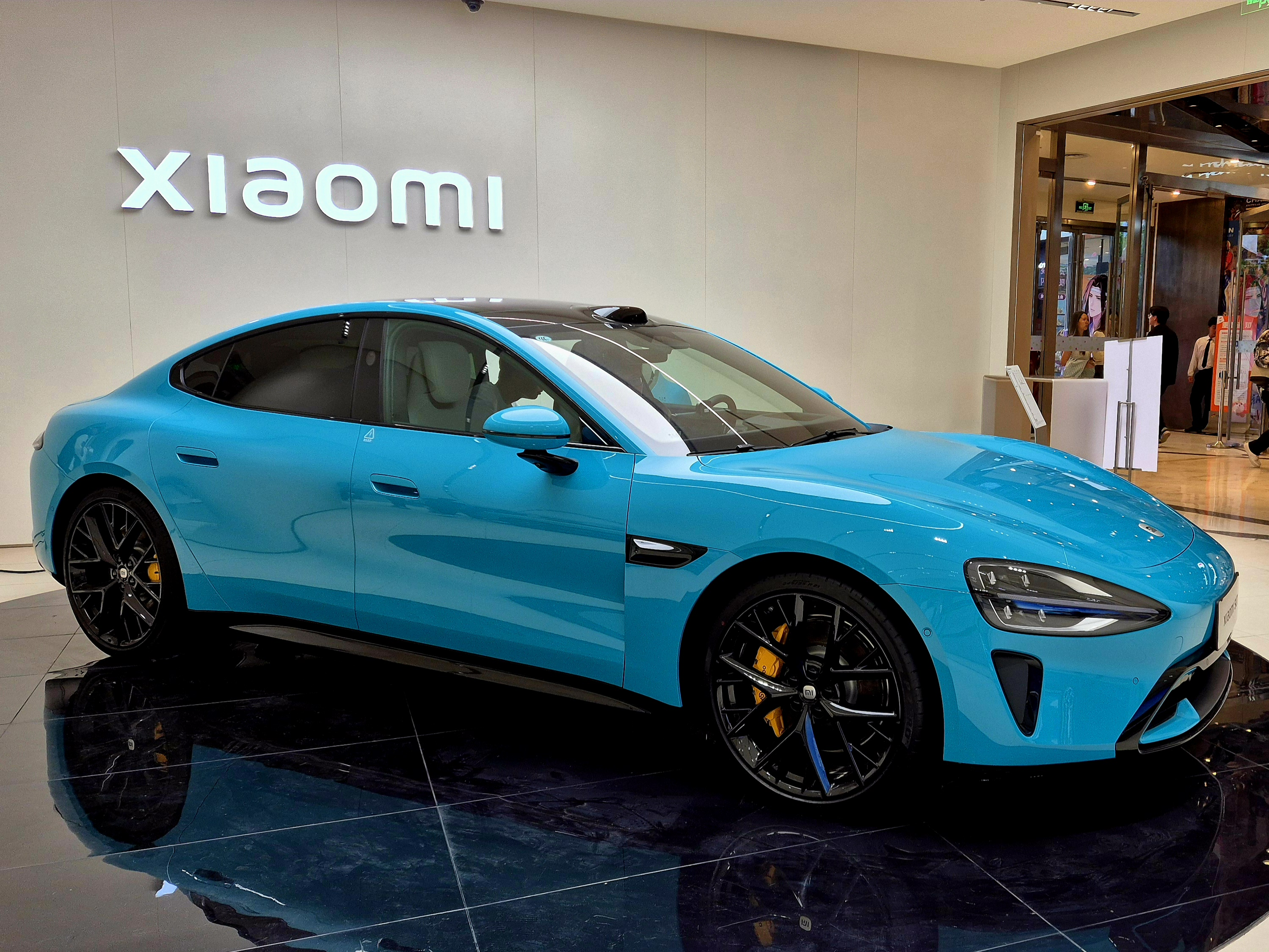
電気自動車（EV）「SU7」

2024年3月28日には、電気自動車（EV）「SU7」を発売し、発売後わずか27分間で5万台、24時間で8万8898台の予約が入ったことが話題を集めた。4月3日には雷軍・最高経営責任者（CEO）はすでに10万台を超える予約を受けたことを明らかにした。華為技術（ファーウェイ）が中堅自動車メーカーと共同運営する「AITO（アイト）」ブランドの「M7」が発売から50日で8万台の受注があったが、これを大きく上回るヒットにななった。このため同社は1カ月に約5000台としていた量産体制を1万台に引き上げる予定だと報道された。

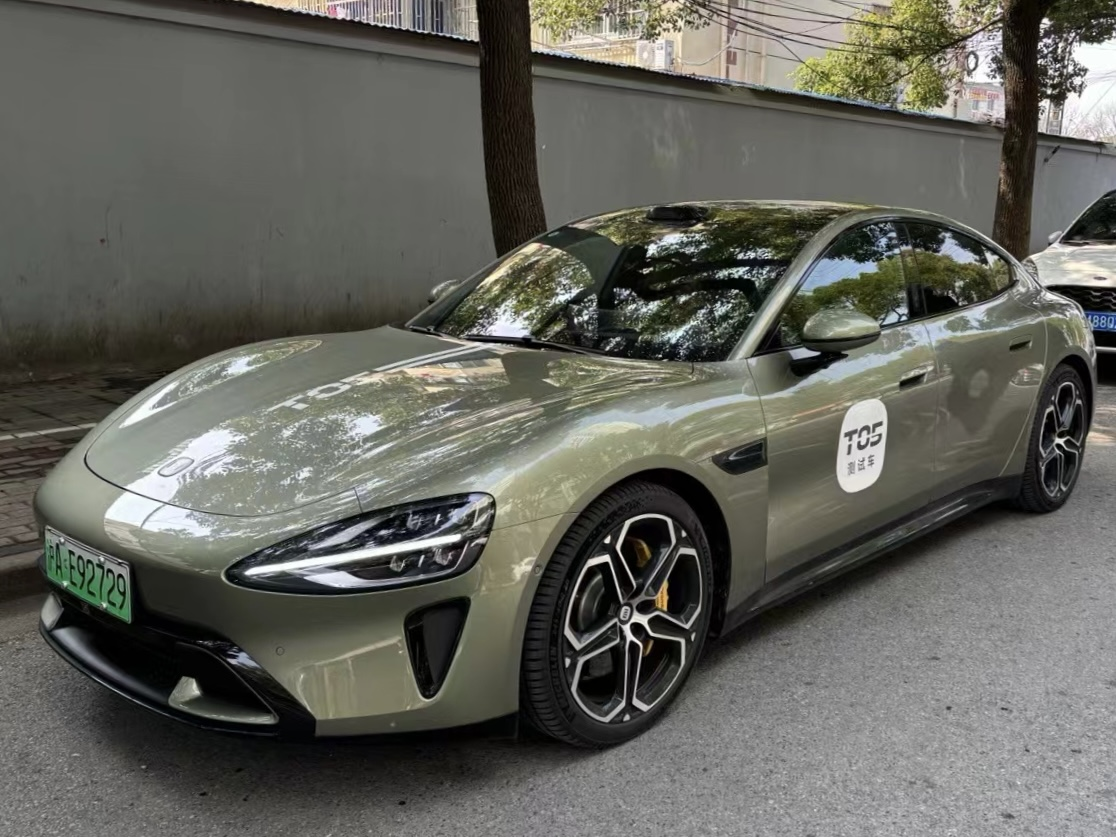
路上に止められたSU7。アルミニウム合金で自動車車体を一体成型する「ギガキャスト」を採用するなど、低コスト化が行われた。

コストパフォーマンスが高く、上位車種である「MAX」は最高速度が時速265キロメートル、停止から時速100キロメートルまでの時間は2.78秒。航続距離は800キロメートルで、EVの基本性能はテスラの高級車種「モデルS」を上回る。価格は高性能のMAXが29万9900元（約630万円）で、加速性能を抑えた航続距離が700キロメートルの通常車種は21万5900元（約450万円）。MAXはテスラ・モデルSの69万8900元に比べて半額以下となる。通常車種はテスラの普及車種「モデル3」の24万5900元に比べて、3万元安く設定された。アルミニウム合金で自動車車体を一体成型する「ギガキャスト」を採用するなど、低コスト化に務めるが、それだけでこの低価格を実現するのは難しいとの見方がある。ある日系自動車大手の関係者は「赤字かどうかはわからないが、少なくとも我々では実現できない価格だ」と語ったと日本で報道された。市場ではXiaomiの参入は中国の新興メーカーの淘汰を加速させるかもしれないとの見方が広がったEVのエンジンやバッテリー、本体を支えるフレームの素材もシャオミは自社で開発。XiaomiがEVを作る最大の強みは、スマートフォンメーカーとして常に最新のシステム開発を進めていることだとも指摘されている。

## 問題・不祥事

### 就職説明会において日本語専攻の学生への差別
中国国内で開かれた企業説明会で、当時のイノベーション部門責任者である秦濤が「あなたが日本語専攻の学生なら、出て行ってください。あるいは映画事業で仕事させてやってもいい」と日本語専攻の学生に差別的な態度をとった。「映画事業」とは、中国人の若者の間ではアダルトビデオ産業の意味ととらえるのが普通である。一連の発言について中国メディアやSNSでは批判の声が噴出し、多数の抗議が寄せられた。後にXiaomiは謝罪文を発表し、「同様の事案の再発防止に努めるほか、いかなる地域的差別を許さない立場で、従業員には個人的な言動に注意を払うべき」とした。この後、秦濤はけん責処分を下された。

### 原爆を新型スマートフォンの宣伝動画で揶揄
2020年5月、RedmiブランドのモデルであるRedmi Note 9 Seriesのプロモーションビデオで高速充電機能を紹介する場面で、白人男性が寿司のようなものを食べ体が風船のように膨らんでいき、屋根を突き破り空に浮かんでいく。その後、男性が爆発するとアメコミのような画面に変わり、ヒョウが地面を駆け抜けると、キノコ雲のようなものが上がり「FAST CHARGE」と画面に表示されるという動画を公開し、原爆を揶揄したのではないかと批判された。XiaomiとXiaomi日本法人は公式Twitterで謝罪文を掲載し、監査委員会の設置等の再発防止策をとると表明した。

### 自社製ブラウザがユーザーのデータを無断で送信していたことが発覚
2020年4月、Xiaomiのスマートフォン「Xiaomi Redmi Note 8」においてXiaomiのデフォルトブラウザを使うと訪れたサイトなどの情報が中国アリババのサーバーに送信されていたことが、セキュリティ研究者のGabriel Cirligにより発見される。このような追跡は、ユーザーが「シークレットモード」を使っていても行われていると見られている。またユーザーが開いたフォルダやスワイプしたスクリーン、ステータスバーや設定ページの内容についても記録し、アリババがホストするサーバーに送信していたことも判明している。「Xiaomi Mi Note 10」などその他の機種でも同様の事象が確認されているが、Xiaomiはこのことについて否定している。

### 特定の言葉の検出・検閲機能
2021年9月21日にリトアニア国防省の国家サイバーセキュリティーセンターは、Xiaomiが欧州で発売している製品に「Free Tibet（自由チベット）」、「Long live Taiwanindependence（台湾独立万歳）」、「democracy movement（民主運動）」といった言葉を検出・検閲する機能が組み込まれていたと報告書で発表した。Xiaomiの「Mi 10T 5G」のソフトウェアはEU地域版では機能が止められていたが、いつでも遠隔で作動できると指摘されている。また、Xiaomiは暗号化された利用データをシンガポールのサーバーに送信しているとも指摘した。
これらのことからリトアニアの国防省は、国民に対して中国の携帯電話を購入しないよう呼び掛けるとともに、既に保有している場合は処分するよう勧告した。Xiaomiはロイターの取材に対して、「Xiaomiは、検索、通話、Webブラウジング、サードパーティの通信ソフトウェアの使用など、スマートフォンユーザーの個人的な行動を制限またはブロックしたことはありません。Xiaomiはすべてのユーザーの法的権利を完全に尊重し、保護します。Xiaomiは欧州連合の一般データ保護規則（GDPR）に準拠しています。」と回答している。英BBCに対しては「ユーザーが送受信するデータを検閲することはない」と述べた。

## 米国からの投資規制
アメリカ国防総省は2021年、市民が関わっている中国企業、大学、研究プログラムによって開発され、発達した先端的科学技術や専門技術の確保を保障することによって中国人民解放軍の現代化を支援する軍事・市民融合開発戦略を明るみにして対抗するために中国の軍事企業をまとめたリストにXiaomiをふくむ9つの企業を新たに追加した。これに対しXiaomiは、「私たちは中国軍に所有・管理・提携されておらず、断じて共産主義軍事企業ではありません」と否定する旨の声明を出した。措置を不服としたXiaomiはアメリカ連邦地方裁判所に提訴した。連邦地裁はXiaomiの訴えを認め、2021年3月にXiaomiへの投資を禁止とする国防総省の決定を一時差し止めるように命じた。その後、国防総省は「Xiaomiと国防総省は、これ以上の争いを必要とせず、和解する方向で合意した」と述べ、アメリカ国内からの投資を禁止する企業のブラックリストからXiaomiを除外することに同意した。